# Tabuk
Tabuk là một đô thị và tỉnh lỵ của tỉnh Kalinga. Theo điều tra dân số năm 2007 của Philippines, đô thị này có dân số 87.912 người.

## Các đơn vị hành chính
Tabuk được chia ra 42 barangay.
| - Agbannawag - Amlao - Appas - Bagumbayan - Balawag - Balong - Bantay - Bulanao - Bulanao Norte - Cabaritan - Cabaruan - Calaccad - Calanan - Dilag | - Dupag - Gobgob - Guilayon - Ipil - Lanna - Laya East - Laya West - Lucog - Magnao - Magsaysay - Malalao - Masablang - Nambaran - Nambucayan | - Naneng - Dagupan Centro - San Juan - Suyang - Tuga - Bado Dangwa - Bulo - Casigayan - Cudal - Dagupan Weste - Lacnog - Malin-awa - New Tanglag - San Julian |